# Домовой
Домово́й (кутный бог) — у славянских народов домашний дух, мифологический хозяин и покровитель дома, обеспечивающий нормальную жизнь семьи, плодородие, здоровье людей, животных.

## Названия

### У восточных славян
Домовой чаще всего именуется:
- по месту обитания: рус. домовой, домово́йко, домовой дед, бел. дамавік, домнік, хатнік, укр. домовик;
- по месту нахождения в доме: рус. голбе́шник (голбец — перегородка за печью), запечник, бел. падпечнік.
- по его статусу в доме и отношениям с членами семьи: рус. хозяин, избяной больша́к, дедушко-брато́к, брата́нушко, доброхо́тушко, хозяйнушко мохнатый; бел. дамаво́й хазя́ін, гаспадар, дзядзенька, брато́к, дзед, суо́йскі; укр. хазяїн, дід, богатир,
- по основным функциям и проявлениям: рус. кормилец, жировик, щётка, лизун, укр. гуркало.
- по принадлежности его к нечистой силе: рус. лихо́й, другая половина, жировой чёрт, бел. чорт дамавы, не свой дух, ліхадзе́й, укр. домовий, дябел, нечистый.
- Названия домового могут табуироваться: рус. сам, он, часто с помощью метатезы: рус. модовейко, модожи́рко, укр. домбейко.
- Соответствующие женские персонажи носят имена: рус. домови́ха, модовиха, домови́лиха, домаха, хозяйка[2].
- В Полесье, особенно на западе, по отношению к домовому (домовику) часто использовались названия, характерные в целом для нечистой силы: сатана, лукавы, злой дух, по́гань, враг, нячысьцик, лякайло, пу́жало, начник, недобра душа, мертвец, сьмерть, «той, шчо памёр», знахо́р, коўдунник[3][4].

Синонимами являются:
- Домово́й; Домови́к; Де́душка; Посте́нь; По́стень; Лизу́н; Доможи́л; Хозя́ин; Жирови́к; Не́жить; Сусе́дко; Брата́нушко; Дух-храни́тель; Оби́дчик до́ма[5].
- Запе́чник; Подпе́чник; Подпо́льник; Голбе́шник[6].

### У западных славян
У западных славян домового чаще представляли в виде змеи и называли domowy, ubożę, stwor, chobold, kobold, kłobuk, karzełek skrzat, inkluz, plonek, latawiec, domownik, stopan, żmij, chowaniec.
- чешский: Dědek, had hospodáříček, had domovníček (змея живёт под порогом дома и приносит удачу)[8]
- словацкий: Domovik
- польский: Domowoj, domowik, dziad, выгорище[9]
- у лужичан: nócné źědky[10]

### У южных славян
- сербский: домаћи услужни дух, малић, мацић, домћи, шкрат или шпиритус. В Боснии и Банате мог называться «домашний чертёнок» (сербохорв. кућни ђаволак)
- болгарский: стопан
- хорватский: Domaći
- словенский: Domovoj

## Происхождение
Сложно судить о том, каким был образ домового на Руси до принятия христианства, но одним из результатов влияния христианства стало то, что языческие божества стали отождествляться с демоническими, бесовскими силами. Под влиянием легенд о происхождении нечистой силы домовых называли падшими ангелами, которых Бог в наказание сбросил на землю — кто попал в жилища, стали домовыми. В православных церквях принято освящать свои жилища, чтобы прогнать демонов, и осуждают тех, кто заигрывает с ними.
Обычно домовым считался умерший член семьи, первопредок рода (в.-слав.); умерший член семьи, который за грехи назначен Богом в услужение живым домочадцам (рус.); умерший без покаяния мужчина (рус). Иногда полагали, что домового сотворил Бог (в.-укр.), что он даётся Богом каждому дому (бел., в.-укр.).
Также есть предположение, что вера в домового восходит к древним временам человеческих жертвоприношений, когда в основание новой постройки закладывалась так называемая строительная жертва. Об этом свидетельствуют археологические раскопки в Сербии и Болгарии. Позже человека заменило жертвенное животное.
Л. Л. Васильев полагает, что вера в домового, помогающего людям в хозяйстве, вызвана тем, что некоторые люди в состоянии сомнамбулизма делают различные хозяйственные работы, наутро не помня об этом. Так описан случай, когда одного учёного ночью застали за переводом с французского на итальянский, при этом он зажёг свечу, хотя в комнате уже было зажжено множество свеч. Когда же зажжённую им свечу потушили, он вновь отыскал и зажёг её, не понимая, что в комнате светло.

## Облик
Домового обычно представляли в облике хозяина или хозяйки дома живого или умершего (последнего умершего либо самого старшего человека в семье). Облику присущи некоторые звериные черты, указывающие на его потустороннюю природу: длинные торчком стоящие уши (либо только одно), покрыт шерстью (в цвет волос хозяина дома), длинные когти. Лохматость и косматость домового сулила богатство дому, поэтому у бедняков домовой ходил голый. Одежда домового — зипун или синий кафтан, белая или красная рубаха подпоясана кушаком. Если домовой показывается в чёрном — это предвещает беду.
Домовой может принимать облик любого члена семьи (особенно отсутствующего), животного (чаще змеи, ласки, кошки, петуха, крысы).
Согласно энциклопедическому словарю Брокгауза и Ефрона, в северных областях Олонецкой губернии духа домашнего очага называли Жихарько. Его представляли существом маленького роста, взъерошенным, с длинной бородой, добродушным, безвредным и большим шутником.
В Заонежье гне́тка, гне́тко или гне́теница — существо «мохнатый, со долгими власами», которое наваливается на спящего человека и душит; «если не обожать — целую ночь промучит»; «которо обожать — кряхтит и дверки открывает, которо не обожать — гнетёт», гнетке «непрерывно пламенный, целый в шёрстки, малюсенький, но наружный сорт его незнаком, никто его не видел»; лизу́н — тот, кто зализывает волосы у детей и шерсть у скотины; пасте́нь, или сте́нь — дух, являющийся в виде привидения или тени на стене. Такая «раздробленность» образа домашнего духа-опекуна характерна, в основном, для северо-русских поверий. Согласно общераспространённым представлениям, терем ночью может «наваливаться» на индивидуума, предвещая какие-либо смены в его жизнедеятельности или вызывая кошмары, нездоровья.
У сербов домовой, называвшийся маличем или мацичем, был человечком размером то с большой палец, то с маленького ребёнка; он носил штаны и красную шапку, на лице могла расти борода. Также домовой мог появляться в виде змейки-стопанна.
В славянской мифологии душа умершего предка могла воплотиться в змею, но только в западнославянской мифологии змея вместо домового является душой умершего хозяина дома. У западных славян домового представляли в виде гномика или змея.
Есть предположение что это всё интерпретации кота Баюна, который и убаюкает и байку расскажет. Да и прослеживаются общие черты во многих образах и описаниях.

### Женские образы
Наряду с мужским образом домового существуют женские парные соответствия этому персонажу: в одних случаях это жена (домовиха) и дочь (домовинка) домового, в других — самостоятельные персонажи — мифологические хозяйки дома. Одни считали, что домовой одинок, другие — что состав семьи домового повторяет число членов семьи в доме.
Согласно поверьям белорусов, не вышедшие замуж домовички склоняют к связи с собой человеческих юношей. Домовиха поддерживает порядок и лад в доме хорошей хозяйки, помогает ей в хозяйственных делах, присматривает и качает детей, даёт им какие-то волшебные лечебные травы, поддерживает огонь в очаге. Нерадивых и нечистоплотных хозяек Домовуха не любила и оттого мстила, подбрасывая в приготовленное такой хозяйкой блюдо сурепки.

## Обитание
Живёт домовой в красном углу, на печи за трубой, в запечье и подпечье, у порога, на голбце (отсюда прозвание в некоторых регионах России — голбешник), на чердаке, в углу клети, в подполе. «Голбешник живёт в избе под печью, именно в деревянном срубе печи со стороны подполья» (Даль). Его часто видят в хлеву (особенно на северной стороне), в яслях, конюшне, сенном сарае, чердаке. В некоторых русских областях верили, что домовой живёт в специально подвешенной для него во дворе сосновой или еловой ветке с разросшейся хвоей, называемой «матка». Место, облюбованное домовым, нельзя занимать — можно заболеть.
Верили, что без домового в семье несчастья, поэтому при переезде в последнюю ночь или перед выходом из старого дома приглашали домового на новое место: «Хозяин мой, пойдём со мной». В XIX веке, в некоторых сельских приходах Калужской епархии крестьянин, перебираясь в новую избу, переносил из старой печи в новую горящие угли и приглашал домового в выстроенное жильё, обращаясь к нему с приветом: «Милости просим, дедушка, в новое жильё». В старой усадьбе открывали ворота или лаз из подполья, клали перед ним лапоть и кликали домового, затем вещи переносили в новый дом, а лапоть тащили всю дорогу на верёвочке, где якобы ехал домовой. Первый ломоть хлеба, отрезанный за обедом в новом доме, закапывали в правом углу под избой и снова кликали домового на поселение. Или хозяин с поклоном на восток со свежеиспечённой ковригой приглашал на новоселье домового и оставлял ковригу на припечке, — если поутру коврига оказывалась надкушенной, значит, домовой пришёл. Если взрослый женатый сын переезжал в новый дом, то с ним переезжали дети главного домового. На Русском Севере считали, что чужого домового, который новосёлам может мстить, необходимо выпроводить, а потом звать своего: «Ты уж освободи нам дом, помещение. Хозяева твои уехали, и ты с Богом уезжай». Чужой домовой покидал обычно дом в виде какого-то животного.
Когда строили новый дом в подпол клали монетку, а то и четыре — по четырём углам сруба — для домового. Когда первый каравай в новой печи пекли, горбушку отрезали, солили и забрасывали под печь — для домового. Считалось, что первый житель дома, или кто первым переступит порог нового дома — станет потом домовым.

## Поведение

### Добрый домовой
В северорусских сказаниях домовой выступает как хозяин дома, чьи требования нужно выполнять, а гнев смягчать подношениями. По мере продвижения на юго-запад образ домового приобретает черты капризного и проказливого существа, который своими проделками портит человеку жизнь, мучит скотину.
Домовой охраняет благополучие в семье и наказывает ссорящихся, сторожит хозяйство, поддерживает огонь в печи, убирает дом, сушит зерно, ходит за водой, ухаживает за скотом. Если домовой любит скотину, то чешет гриву и хвост, вплетая красные ленты, кормит и поит, чистит, а нелюбимое животное мучит, заколачивает до смерти, подбивает под ясли. Если лошадь брыкливая, домовой может обидеться на неё и «заездить» — так, что к утру лошадь будет измученная и вся в мыле, словно после долгой скачки. Поэтому хозяева покупали лошадей и коров той масти, которая ко двору, то есть любима домовым. С просьбой беречь скотину к домовому обращались весной перед первым выгоном на пастбище и осенью — когда скот загоняли на зиму в хлев.
Своим поведением или внезапным появлением домовой предостерегает об опасностях, отводит беду. Перед смертью члена семьи воет, храпит, топчется, стучит, хлопает дверьми, мяукает, оставляет на теле спящего синяки, гладит его холодной голой рукой. Перед смертью хозяина дома — появляется в его шапке. Перед пожаром стучит в окно, усердно холит скот — будет падёж, прыгнет с чердака или плачет — к беде; если смеётся, то ожидается счастье. Перед важным событием в семействе домовой садится на грудь спящего (смотрите Сонный паралич). Если в этот момент спросить «К добру или к худу?», он ответит: если промолчит или покашляет — к худу.

### Злой домовой
Рассерженный домовой проказничает, как кикимора: прячет вещи, пугает, шумит ночами в подполе или на чердаке, сбрасывает кошку с печи, бьёт посуду, стягивает со спящего одеяло, съедает оставленные продукты, путает пряжу и прочее. Чтобы не рассердить домового следует избегать ссор особенно в хлеву и на дворе, нельзя стоять на мусорной куче, женщине нельзя спать без белья или выходить из дому с распущенными волосами, нельзя ночью работать или кормить ребёнка, ложиться спать без ужина, занимать любимое место домового или ставить туда какие-то вещи.
Спастись от разгневанного домового, который берётся душить, можно бранью и крестным знамением; молитв он не боится. В хлев для защиты скота вводили медведя или козла, вешалась мёртвая сорока либо зеркало. Хозяин дома мог махать длинной липовой палкой, чтобы припугнуть домового, или воткнуть над дверью нож.
В западных областях России и Белоруссии считалось, что колдун может наслать на семью чужого «наброжего» или «лихого» домового, который примется приносить вред хозяйству. Существовало несколько способов помощи своему домовому против чужого, заговоры, также в хлеву вешались венки, сплетённые на Троицу.
Редко находились верующие, что домовой может быть близок с женщинами, особенно с молодыми вдовами. Дети, рождённые от домового, умирали до крещения и обитали в подполье и за печкой. Подобно любой нечистой силе домовой мог похищать детей, особенно проклятых матерью. Поэтому в доме с некрещёным ребёнком не тушили на ночь огонь.

## Образ в культуре

### Кинематограф и мультипликация
- 1969 — «В тринадцатом часу ночи» — фильм-ревю с участием русской нечисти (СССР).
- 1976 — «Деревня Утка» — детский фильм-сказка, в котором роль домового Шишка исполнил актёр Ролан Быков (Киностудия имени М. Горького, СССР).
- 1984—1987 — «Домовёнок Кузя» — серия детских мультфильмов (ТО «Экран», СССР).
- 1994 — «Призрак дома моего» — мистический перестроечный триллер (СССР).
- 2010—2014 — «Зов крови» — сериал в жанре фэнтези и криминальной драмы, в котором домовой представлен как дикий охранитель сокровищ Бабы-Яги (Канада).
- 2019 — «Домовой» — семейный комедийный фильм в жанре фэнтези (Россия)
- 2022 — «Финник»
- 2023 — «Яга и книга заклинаний»
- 2023 — «Баба Яга спасает мир»

### Песенные жанры
- У Владимира Маркина есть песня «Домовой», написанная в 1990 году.
- У группы «СХИМА» есть песня «Домовой», написанная в 2018 году в стиле постпанк.

### Сценические воплощения
В 1886 году великий русский драматург А. Н. Островский, только что назначенный на должность заведующего репертуарной частью московских казённых (императорских) театров, предпринял на сцене Малого театра возобновление оперы «Воевода». Впервые она была поставлена в 1869 году по его либретто на музыку П. И. Чайковского, причём для самого Чайковского эта опера была первой. Перезаказав музыкальную часть новому композитору, В. Н. Кашперову (в то время тоже достаточно именитому композитору, профессору консерватории), драматург избрал оригинальный ход. Чтобы не обидеть автора оригинальной оперы, каким бы ни было отношение самого Чайковского к своему раннему детищу, Островский ввёл в либретто новое действующее лицо — Домового. Заказывая музыку для мелодрамы Домового (в данном случае мелодрама — жанр не всего произведения, а его части), Островский придавал приглашению Чайковского к соавторству с другим композитором форму предложения продолжить свой собственный труд, начатый 17 лет назад.
В роли посредника в переговорах с композитором выступил И. В. Шпажинский — плодовитый либреттист, востребованный императорскими театрами и связанный с самим Чайковским в тот момент по совместной работе над «Чародейкой». Воодушевлённый этой идеей, Шпажинский постарался вложить в свои письма Чайковскому самые разные средства убеждения. Стараясь заинтересовать композитора новым героем, Шпажинский назвал Домового (как он его воспринял по тексту) настоящим:

…Там выведен Домовой, настоящий, конечно, ночью, в уста которого вложены прекрасные стихи. Вот эти-то стихи Домовой должен говорить под тихие, мелодичные звуки оркестра, выражающие звуки ночи.— Вас. Яковлев. Чайковский на московской сцене. — М.—Л.: Искусство, 1940. — С. 430. — 504 с.. — Курсив автора письма
Музыку к мелодраме Домового Чайковский написал своевременно, и премьера новой редакции «Воеводы» Островского на музыку Кашперова-Чайковского состоялась 19 января 1886 года. К сожалению, сравнить речь, вложенную в уста Домового под «звуки ночи», с обыденными представлениями о явлениях этого мифологического существа женщинам, не представляется возможным ввиду отсутствия этого монолога в опубликованной партитуре.

## Современное восприятие
В марте 2019 года архиепископ Калининградский и Балтийский Серафим написал письмо на имя главы Калининградской области Антона Алиханова, где выразил обеспокоенность тем фактом, что исторический Медовый мост и здание Музея янтаря в Калининграде с 2018 года украшены фигурками домовых, или «хомлинов». Епископ отметил, что установка таких фигур «отбрасывает народ к тёмным векам язычества и примитивного славянского национализма».

### Словари
- Дом : Домовой // Толковый словарь живого великорусского языка : в 4 т. / авт.-сост. В. И. Даль. — 2-е изд. — СПб. : Типография М. О. Вольфа, 1880—1882.
- Даль В. И. Домовой // О поверьях, суевериях и предрассудках русского народа. — 2-е изд. — СПб.: М.О. Вольф, 1880.
- Домовой // Энциклопедический словарь Брокгауза и Ефрона : в 86 т. (82 т. и 4 доп.). — СПб., 1890—1907.
- Домовой / Иванов В. В., Топоров В. Н. // Мифологический словарь / гл. ред. Е. М. Мелетинский. — М. : Советская энциклопедия, 1990. — С. 194. — ISBN 5-85270-032-0.
- Домовой / Левкиевская Е. Е. // Славянские древности: Этнолингвистический словарь : в 5 т. / под общ. ред. Н. И. Толстого; Институт славяноведения РАН. — М. : Межд. отношения, 1999. — Т. 2: Д (Давать) — К (Крошки). — С. 120–124. — ISBN 5-7133-0982-7.
- Л. В. Беловинский. Домовой // Иллюстрированный энциклопедический историко-бытовой словарь русского народа. XVIII — начало XIX в / под ред. Н. Ерёминой. — М.: Эксмо, 2007. — С. 175—176. — 784 с.: — ил. с. — 5000 экз. — ISBN 978-5-699-24458-4.
- Волосатка, в русской демонологии // Энциклопедический словарь Брокгауза и Ефрона : в 86 т. (82 т. и 4 доп.). — СПб., 1890—1907.
- Домовые // Сказочная энциклопедия / Составитель Наталия Будур. — М.: ОЛМА-ПРЕСС, 2005. — С. 137—138. — 608 с. — 5000 экз. — ISBN 5-224-04818-4.

### Научная
- Виноградова Л. Н. Полесская народная демонология на фоне восточнославянских данных // Восточнославянский этнолингвистический сборник. Исследования и материалы  / Отв. ред. А. А. Плотникова; Институт славяноведения РАН. — М.: Индрик, 2001. — С. 10—49. — ISBN 5-85759-159-2.
- Кузнецов, Н. В. Черти в доме (опыт сравнительного анализа персонажей русской народной демонологии) // Традиция в фольклоре и литературе. — СПб. : Санкт-Петербургский государственный университет, 2000. — С. 14—38.
- Левкиевская Е. Е. Домовой // Мифы русского народа. — М.: Астрель, Аст, 2000. — С. 276—296. — 527 с. — ISBN 5-271-00676-X.
- Майничева А. Ю. Архитектурно-строительные традиции крестьянства северной части Верхнего Приобья: Проблемы эволюции и контактов (середина Х1Х – начало XX в.). — Новосибирск: Издательство ИАЭТ СО РАН, 2002. — С. 55—56. — 144 с.
- Максимов С. В. Домовой-Доможил ; Домовой-дворовой // Нечистая, неведомая и крестная сила. — 1903.
- Митурска-Бояновска Й. (Польша, Щецин). Народные поверья в русской и польской фразеологии // Rossica Olomucensia XLIV / Výkonný redaktor: doc. PhDr. Zdeněk Pechal, CSc. — Olomouc: Univerzita Palackého v Olomouci, 2006. — С. 789—794. — 901 с. — ISBN 80-244-1313-2.
- Никифоровский Н. Я. Домовые // Нечистики : Свод простонародных в Витебской Белоруссии сказаний о нечистой силе. — Вильна: Н. Мац и Ко, 1907. — С. 48—53.
- Померанцева Э. В. Славянский фольклор. М., 1972.
- Токарев С. А. Религиозные верования восточнославянских народов XIX- нач. XX века. М., 1957.
- Черепанова О. А. Мифологическая лексика Русского Севера. — Л.: Издательство ЛГУ, 1983.